# Minas Tênis Clube
El Minas Tênis Clube és un club brasiler de basquetbol de la ciutat de Belo Horizonte.

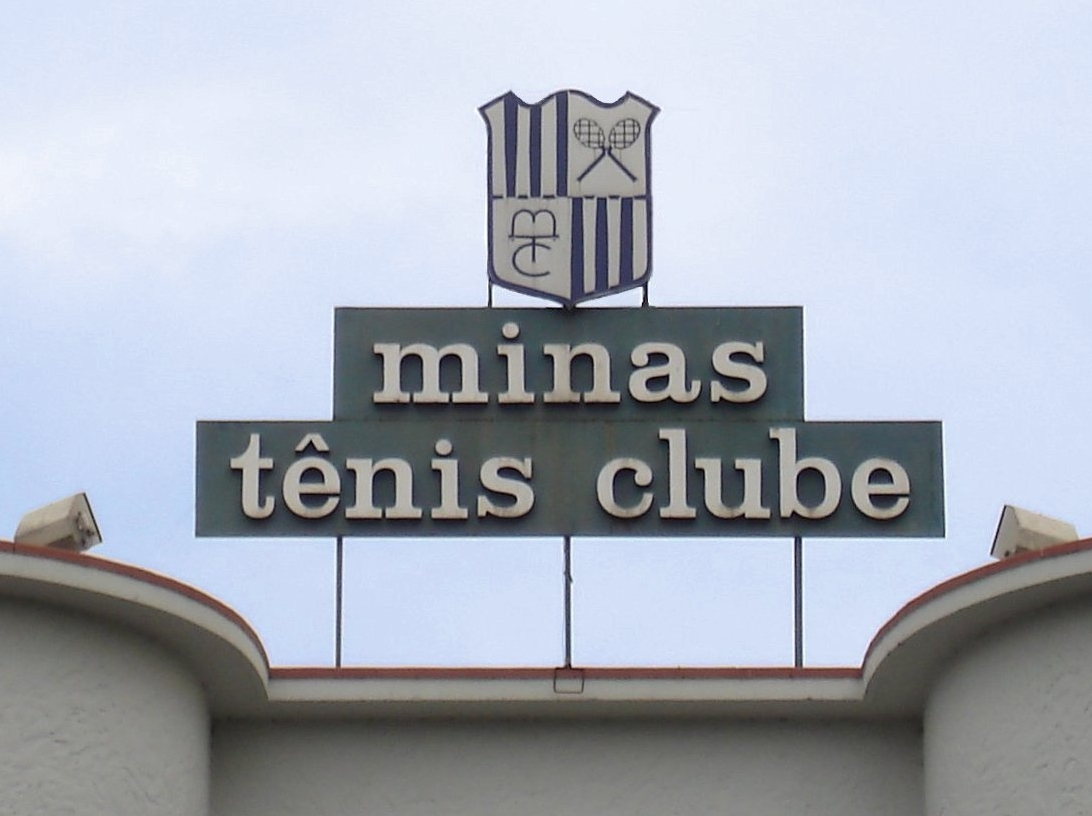
Escut a la seu del club.

## Seccions

### Gimnàstica artística
El club té secció de gimnàstica artística des de 1977, competint sota el nom Sitran/Minas.

### Basquetbol
El club disposa d'una secció professional campiona de Sud-amèrica el 2007.

#### Palmarès
- Campionat sud-americà de clubs de bàsquet:
  - 2007
- Campeonato Metropolitano:
  - 1985, 1986, 1988, 1991, 1994
- Campeonato Interestadual:
  - 1986

### Futsal
El club té una secció professional de futbol sala que competeix amb el nom Cia. do Terno/Minas.

#### Palmarès[3]
- Taça Brasil de Futsal:
  - 2002, 2012
- Liga Sudeste:
  - 2009, 2010
- Campionat de Belo Horizonte:
  - 2001, 2002, 2004, 2005, 2006, 2007, 2008, 2009, 2010, 2011, 2012, 2013[3]
- Campionat de Minas Gerais:
  - 2002, 2004, 2005, 2006, 2007, 2008, 2009, 2010, 2011, 2012

### Judo
El club competeix en judo sota el nom Belo Dente/Minas. Destaquen judokes com Luciano Corrêa, Ketleyn Quadros i Érika Miranda.

### Natació
El club té una llarga tradició en la natació, destacant nedadors com Kaio Márcio de Almeida, Joanna Maranhão, Thiago Pereira, Marcus Mattioli, Rogério Romero i César Cielo.

### Tennis
L'equip de tennis del club competeix sota el nom Cultura Inglesa/Minas.

### Voleibol
La secció de voleibol és de les més destacades del club. Va ser creada l'any 1937.

#### Palmarès masculí
- Campionat sud-americà de clubs de voleibol:
  - 1984, 1985, 1999
- Lliga brasilera de voleibol masculina: 
  - 1963, 1964, 1984, 1985, 1986, 1999-00, 2000-01, 2001-02, 2006-07[7]
- Campionat de Minas Gerais:
  - 1970, 1971, 1972, 1973, 1976, 1977, 1978, 1979, 1984, 1985, 1998, 1999, 2000, 2001, 2002, 2003, 2004, 2005, 2006, 2007
- Campionat Paulista (representant Esporte Clube Pinheiros):
  - 2005, 2006

#### Palmarès femení
- Lliga brasilera de voleibol femenina:[8][9]
  - 1963, 1964, 1974, 1992-93, 2001-02
- Campionat de Minas Gerais:
  - 1940, 1946, 1949, 2003